# 16 CANDLES
『16 CANDLES』（シックスティーン・キャンドルズ）は1988年12月1日に発売された稲垣潤一4枚目のベスト・アルバム。

## 解説
カセットテープとCDとPURE GOLD CDの3形態発売。豪華三方背BOXパッケージ・特製ART BOOK "Sixteen Candles"（写真とイラストで彩られたオールカラー36頁ブックレット）・ポストカード3枚封入。ファンハウス移籍後、1984年～1988年発売の5枚のアルバムから選曲された全16曲。

## 収録曲
1. 悲しきダイアモンド・リング
2. 1ダースの言い訳
3. April
4. オーシャン・ブルー
5. 愛は腕の中で
6. Jの彼女
7. バチェラー・ガール
8. サザンクロス
9. 誰がために・・・
10. 唇を動かさないで
11. 振り向いた時そこに見える階段を数えたことがあるだろうか
12. 1・2・3
13. UP TO YOU
14. 時を越えて
15. 思い出のビーチクラブ
16. Just the same...